# Catharina Bengtsdotter
Catharina Bengtsdotter (finska: Catharina Bengtintytär), var en finländsk postmästare. Hon fick myndigheternas tillstånd att överta ämbetet som kunglig postmästare i Nyslott efter sin make, ett ämbete hon höll över sekelskiftet 1700. Hon efterlämnade värdefull dokumentering över lokal myndighetsutövning från sitt distrikt.    